# Jansher Khan

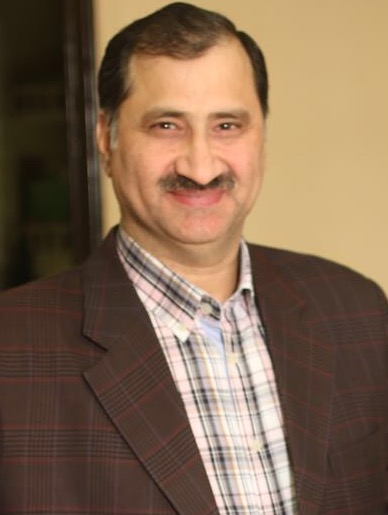

Jansher Khan, född 1969 i Pakistan, före detta världsetta i squash. Han vann världsmästerskapen för juniorer 1986 och vann under sin karriär British Open sex gånger och World Open åtta gånger. Han vann totalt 99 internationella turneringar och rankades som nummer ett på världsrankingen under sex år. Jansher Khan drog sig 2001 tillbaka från tävlingssquashen.